# Runcinia bifrons
Runcinia bifrons es una especie de araña cangrejo del género Runcinia, familia Thomisidae. Fue descrita científicamente por Simon en 1895.

## Distribución
Esta especie se encuentra en Asia: India, Sri Lanka y Vietnam.

## Tratamiento taxonómico
La especie aparece registrada y publicada en Descriptions d’arachnides nouveaux de la famille des Thomisidae. Annales de la Société Entomologique de Belgique 39: 432–443.